# Aaaaaaaah!
Aaaaaaaah! es una película de comedia de terror británica de 2015 escrita y dirigida por Steve Oram. La película no contiene diálogos, y el elenco se comunica completamente con gruñidos animales. Se estrenó en agosto de 2015 en el FrightFest. En 2016, la película se lanzó en DVD, Blu-ray y VOD en elsello Frightfest Presents de Icon Productions.

## Argumento
Dos hombres, Smith (Steve Oram) y Keith (Tom Meeten) llegan a un claro del bosque. Smith llora por una fotografía de su esposa separada antes de que él y Keith realicen un ritual en el que orinan sobre la fotografía. Keith seca los ojos y el pene de Smith y se dirigen cuesta abajo hacia una gran expansión suburbana.
En el hogar de la familia Ryan, una mujer joven, Denise (Lucy Honigman), está preparando la cena con su madre, Barabara (Toyah Willcox). Ven un programa de cocina en el que la presentadora en topless Rayna (Shelley Longworth) prepara una cena de carne, patatas y sal. Barabara copia la receta y ablanda un bistec golpeándolo contra la puerta de la cocina.
Smith y Keith llegan a la ciudad y deciden seguir a un hombre desaliñado, Og (Sean Reynard), que se masturba en un paso subterráneo con un ratón. Smith y Keith lo maltratan y lo asustan. Og regresa con su 'alfa', Ryan (Julian Rhind-Tutt) para contarle sobre estos nuevos machos amenazantes, pero Ryan le da una paliza y lo obliga a configurar la nueva televisión de pantalla ancha. Ryan y Og se sientan a jugar un juego de motos en la consola de juegos.
La familia cena, pero Og intenta tener sexo con Denise y ella sale de la habitación. En la cocina ve a su padre, Júpiter (Julian Barratt) mirando tristemente a la ventana de la cocina. Ella le da un pastel de Battenburg y comparten un tierno momento antes de que Júpiter regrese al jardín donde ahora vive. Él yace debajo de un árbol con su pastel, un hombre destrozado.
Vemos un Flashback de una época anterior cuando Júpiter era el macho alfa de la casa. Sirve una pierna humana Sunday Roast a Barabara, Denise y Og. Pero Og interrumpe la escena feliz al confrontarlo agresivamente, un acto que Júpiter no logra manejar adecuadamente. La lavadora se descompone y Bárabara también gira sobre Júpiter.
De vuelta en el comedor, la familia come pudín. Ryan inicia una pelea de comida y cubre a Barabara con manjar blanco. Barabara toma represalias y tienen una gran pelea. Denise sale corriendo de la casa, harta de todos ellos.
En el parque, Denise se encuentra con su astuta prima Helen (Holli Dempsey) y beben vodka juntas. Helen tiene VD con comezón y Denise sugiere que se vierta vodka en la entrepierna, lo cual hace. Van a robar y son atrapados por un dependiente, Carl (Noel Fielding). El gerente de la tienda (Waen Shepherd) los interroga en el sótano y se masturba frente a ellos antes de quedarse dormido en su escritorio. Carl luego consigue que Helen le haga una mamada, pero Helen le muerde el pene. Las chicas huyen con algo de dinero de la caja registradora.
Ahora se está llevando a cabo una fiesta libertina en la casa de Ryan. Denise y Helen regresan y hacen alarde del dinero que robaron frente a Ryan, pero él está paralítico por la bebida y las drogas y se desmaya. Smith y Keith llegan a la fiesta y orinan en las paredes, marcando el olor. Pintan la cara dormida de Ryan, luego Keith apoya sus testículos en la cabeza de Ryan y Smith lo fotografía en el teléfono de Ryan, que devuelve al bolsillo de Ryan. Smith y Keith interrumpen la fiesta y Smith tiene sexo con Denise en el baño.
Smith, Keith y Denise abandonan la fiesta. Entran en una casa desocupada donde Smith y Denise realizan un ritual de "boda" para celebrar su unión.
A la mañana siguiente, Ryan se despierta con resaca y pintada. Fuma afuera y Júpiter se ríe de su cara.
Vemos otro flashback que traza la caída de Júpiter del estado 'alfa'. Barabara y Ryan, el reparador de lavadoras, coquetean. Ryan luego forma una alianza con Og antes de que Ryan y Barabara tengan sexo encima de la lavadora frente a Júpiter. Ryan y Og luego golpean a Júpiter sin sentido, incitados por Barabara, mientras Denise mira angustiada.
Ryan ve la fotografía en su teléfono de los testículos de Keith descansando sobre su cabeza y está furioso. Él y Og salen en pie de guerra y chocan con Smith y Keith en un terreno baldío. Keith es apuñalado por Og antes de que Smith persiga a Og, rompiéndole la cabeza contra el suelo y matándolo. Smith luego le arranca el brazo a Ryan y lo deja por muerto.
Smith y Denise regresan a la casa. Smith destroza la cocina en una exhibición para convencer a Barabara de su nuevo estatus alfa, pero ella no está convencida. Intenta tener sexo con ella pero no puede levantarse y Barabara se ríe de él. Smith recoge el cuerpo de Keith y le da un 'funeral' antes de colocar su cadáver en el contenedor con ruedas. Barabara tampoco está impresionado por esto.
Smith invita a Júpiter a la casa y trata de involucrarlo en el nuevo grupo de "familia", pero Júpiter solo logra mojarse los pantalones antes de sentarse solo repetidamente a ver un programa de televisión infantil tonto que involucra un pollo animado. Smith repara la casa y gradualmente comienza a ganarse a Barabara. Todos se sientan a ver una comedia de situación protagonizada por dos grandes estrellas de la comedia (Tony Way y Alice Lowe) que presenta repeticiones de acción en cámara lenta de caídas tontas. Todos lo disfrutan y Júpiter parece recuperar su 'voz'. Esto deleita a Denise y por fin parecen ser una 'familia' feliz.
En la noche, Júpiter apuñala a Barabara, Smith y Denise y luego se vuelve a sentar para ver el pollo animado en la televisión.

## Reparto
- Steve Oram como Lloyd
- Tom Meeten como Milton
- Lucy Honigman como Denny
- Julian Barratt como Ninbyn
- Holly Dempsey como Anna
- Toyah Willcox como Alicia
- Shelley Longworth como Rayna
- Sean Reynard as Ogi
- Julian Rhind-Tutt como Carmyn
- Noel Fielding como Jamie
- Mae Martin como Anna
- Ellie White como Eleanor White
- Alice Lowe como Val
- Waen Shepherd como gerente
- Tony Way como Lee

## Producción
La película se rodó durante dos semanas durante el verano de 2014. La banda sonora de la película presenta varias pistas de los álbumes de King Crimson ProjeKcts.

## Recepción
La recepción de la crítica ha sido positiva, y el agregador de reseñas Rotten Tomatoes le otorgó una calificación del 79% según 14 reseñas. La película pasó a recibir una nominación a los British Independent Film Awards, así como una mención especial del jurado en el Festival Internacional de Cine de Cleveland.